# فابريسيو بينيتيز
فابريسيو بينيتيز (بالإسبانية: Fabricio Benítez)‏ هو لاعب كرة قدم غواتيمالي في مركز الوسط، ولد في 11 يونيو 1975 في مدينة غواتيمالا في غواتيمالا. شارك مع منتخب غواتيمالا لكرة القدم. أما مع النوادي، فقد لعب مع كوبان إمبيريال.

## وصلات خارجية
- فابريسيو بينيتيز على موقع الاتحاد الدولي (مؤرشف)  (الإنجليزية)
- فابريسيو بينيتيز على موقع قاعدة بيانات كرة القدم.إي يو (الإنجليزية)
- فابريسيو بينيتيز على موقع ناشيونال فوتبول تيمز (الإنجليزية)